# Das Marmorbild
Das Marmorbild ist eine romantische Märchennovelle von Joseph von Eichendorff aus dem Jahre 1819. Erstmals wurde sie im Frauentaschenbuch für das Jahr 1819 veröffentlicht.

## Handlung
Ein junger Mann namens Florio ist im Zwiespalt seiner Gefühle: Auf der einen Seite stehen Fortunato, ein bekannter und fröhlicher Sänger, und die reine und unschuldige Bianka, die ihn liebt. Auf der anderen Seite stehen das zum Leben erwachte Marmorbild der Venus und der Ritter Donati.
Die Erzählung beginnt, als Florio auf dem Weg in die Stadt Lucca sein Vorbild, den Sänger Fortunato, trifft. Am Abend wird auf einem Platz vor den Toren der Stadt ein Fest gefeiert, auf dem Florio sich in die schöne Bianka verliebt. Doch plötzlich stürmt ein bleicher, dunkler Ritter namens Donati in die Gesellschaft hinein und leert, ganz im Gegensatz zu der zwar fröhlichen, doch aber stets auf das rechte Maß achtenden Abendgesellschaft, hastig ein Glas Wein. Auch wenn sich Donati meistens an die maßvollen, eleganten Umgangsformen seiner Umgebung anpasst, durchbricht immer wieder ein diabolischer Zug seinen Charakter.

„Als sie ans Tor kamen, stellte sich Donatis Roß, das schon vorher vor manchen Vorübergehenden gescheut, plötzlich fast gerade in die Höhe und wollte nicht hinein. Ein funkelnder Zornesblitz fuhr fast verzerrend über das Gesicht des Reiters und ein wilder, nur halb ausgesprochener Fluch aus den zuckenden Lippen, worüber Florio nicht wenig erstaunte, da ihm solches Wesen in der feinen und besonnenen Anständigkeit des Ritters ganz und gar nicht zu passen schien.“

Er behauptet auch, Florio von früher zu kennen, dieser kann sich dessen jedoch nicht entsinnen, allerdings weiß Donati sehr viel von Florios Heimatgegend und der junge Mann wird dem fremden und sehr redseligen Ritter gegenüber bald versöhnlicher.
Als das Fest vorbei ist, begeben sich Florio, Fortunato und Donati als letzte Personen zurück zur Stadt. Das Pferd des Ritters scheut jedoch vor den Toren der Stadt und Donati verkündet daraufhin, dass er sich auf seinem Landgut in der Nähe befindet und hofft, dass man ihn dort bald besuche. Als er fortgeritten ist, äußert sich Fortunato zu Florios Unverständnis abwertend über den Ritter, nennt ihn einen „Mondscheinjäger“ und „Schmachthahn“.
Als Florio in tiefer Nacht zu seiner Herberge zurückkehrt, kann er keinen Schlaf finden und wird von der im Mondschein liegenden Landschaft fast magisch angezogen.
Er schleicht sich also an seinem schlafenden Diener vorbei und entdeckt, als er – wie in Trance – durch den Park wandert, bei einem Weiher ein marmornes Abbild der Göttin Venus, das in ihm eine starke, in seine Jugend zurückreichende Wehmut auslöst.
Am nächsten Morgen versucht Fortunato, Florios Sorgen zu verscheuchen, jedoch macht er sich erneut auf den Weg zu dem geheimnisvollen Weiher, an dessen Ufer das Marmorbild gestanden hat. Bereits auf den Weg dorthin kommt ihm, am Tag und mit vielen Menschen, die unterwegs sind, die Stimmung viel friedlicher als noch am Abend zuvor vor. Es gelingt ihm jedoch nicht, den Weiher wieder zu finden und Florio verirrt sich in der Landschaft. Schließlich gerät er in einen unwirklichen Buchenhain, der ihn weiter zu einem prächtigen Palast führt.
In diesem entdeckt er eine singende Edelfrau in Gestalt des Venusbildes, die wie ein Geist, ohne von ihm Notiz zu nehmen, vorübergeht. Tiefbewegt eilt Florio weiter und entdeckt bei einem, nun wieder verfallenen, Mauerwerk den tot scheinenden Ritter Donati, den er weckt und nach der Identität der wundersamen Edeldame bestürmt.
Dieser macht jedoch keine klare Aussage hierzu und verspricht Florio einen Besuch bei ihr am folgenden Tage.
Am nächsten Tage, einem Sonntag, besucht Donati Florio, um ihn zur Jagd abzuholen. Florio ist jedoch nicht bereit, mitzugehen, da es ihm unchristlich erscheint, an diesem Tag eine Jagd abzuhalten, er will lieber die Kirche aufsuchen. Als die Kirchenglocken läuten, flieht Donatis jedoch rasch:

„Unterdes hatte sich der Glockenklang von den Türmen der Stadt erhoben und ging wie ein Beten durch die klare Luft. Da schien Donati erschrocken, er griff nach seinem Hute und drang beinahe ängstlich in Florio, ihn zu begleiten, der es aber beharrlich verweigerte. „Fort, hinaus!“ – rief endlich der Ritter halblaut und wie aus tiefster geklemmter Brust herauf, drückte dem erstaunten Jüngling die Hand und stürzte aus dem Hause fort.“

Florio ist erleichtert, als kurz darauf Fortunato „wie ein Bote des Friedens“ zu ihm kommt, um ihm eine Einladung zu einem Feste am folgenden Abend zu überbringen.
Er deutet auch an, Florio werde dort eine „alte Bekannte“ treffen. Er verbringt den Tag damit, wieder durch den Park zu schweifen, doch der Palast, bei dem er tags zuvor die Venus erblickt hatte, ist fest verriegelt und verlassen.
Auf dem Maskenball in einem Landhaus trifft er wiederum eine mysteriöse, als Griechin verkleidete und maskierte Dame. Er erkennt in ihr nicht Bianka, die Tochter des Gastgebers. Auch von dieser fremden Schönen fühlt er sich angezogen. Die „Griechin“ verwirrt Florio sehr, da er sie auf einmal neben sich und zugleich am anderen Saalende stehen sieht. Als sie verschwindet, sucht er sie und kann sie im Garten beim Singen eines Liedes belauschen, verliert sie aber wieder aus den Augen. Am Ende offenbart sich eine der beiden Frauengestalten als die schöne Dame, die der Statue gleicht.
Florio, von Sehnsucht übermannt, wird einige Tage später von Donati in das Schloss der schönen Dame geführt, das ganz aus Marmor errichtet ist und in seiner Gestalt an einen heidnischen Tempel erinnert. Während der Begegnung mit der Dame ertönt vor dem Fenster ein altes christliches Lied. Er spricht daraufhin ein kurzes Gebet, woraufhin draußen ein Gewitter aufzieht. Plötzlich werden die Statuen und die Figuren auf den Wandteppichen lebendig, von Entsetzen gepackt stürzt er hinaus. Bevor er den Ort verlässt, glaubt er noch, Fortunato auf einem Boot auf dem Weiher zu erblicken. Florio sucht anschließend Donatis Landsitz auf, doch statt der Villa stößt er nur auf eine kleine Hütte, die ein Gärtner mit seiner Tochter bewohnt. Als Florio wieder in Lucca ankommt, graut der Morgen; er beschließt abzureisen.
Auch Fortunato verlässt die Stadt, und Florio schließt sich ihm und seinen zwei Begleitern an. Die Begleiter entpuppen sich als „das Mädchen mit dem Blumenkranze“, Bianka, und ihr Onkel Pietro. Fortunato berichtet in einem Lied vom Zauber der heidnischen Venus, die einmal im Jahr wieder unter den Menschen weilt und in ihrem Tempel Jünglinge verführt. Florio erkennt, als sie an einer Ruine vorbeiziehen, die Stelle wieder, wo der Garten der schönen Dame war; er begreift, dass er das Opfer eines Spuks war und wendet sich Bianka zu, welche als Junge verkleidet ihren Onkel begleitet, da dieser ihre tiefe Schwermut bemerkte, denn Bianka ertrug das Abwenden Florios von ihr nicht. Florio verkündet, dass er sich wie neu geboren fühle und, seit er Bianka wiedergefunden hat, glaubt, dass sich noch alles zum Guten wenden werde. Er will zudem Bianka nicht mehr verlassen. Die Reisegruppe nähert sich schließlich im hellen Licht des Morgens der Stadt Mailand.

## Entstehungsgeschichte
Obwohl das Marmorbild eine Novelle der Romantik ist, kam die Anregung dazu vom Barockdichter Eberhard Werner Happel. Dieser veröffentlichte 1687 eine Gespenstergeschichte, in der ein junger Reisender in Rom in den Bann einer teuflischen Frau in Form einer Venusstatue gerät, aber noch einmal mit dem Schrecken davonkommt. Auch einzelne Szenen und Figuren, zum Beispiel eine Braut als Bianka-Äquivalent oder ein männlicher Vertrauter der dämonischen Frau, kommen bereits bei Happel vor.
Obwohl Eichendorff viel von diesem früheren Werk übernommen hat, meint er in einem seiner Briefe, die Quelle war "irgendeine Anekdote aus einem alten Buche, ich glaube es waren Happelii Curiositates, die entfernte Veranlassung, aber weiter auch nichts gegeben hat."
Das Motiv der Statuenbelebung (die übrigens auch wieder bei Happel zu finden ist) hat eine lange Tradition. Angefangen mit dem römischen Dichter Ovid, der ca. 46 v. Chr. geboren wurde, hat dieser Stoff im Laufe der Jahrhunderte immer wieder Veränderungen erfahren. Im Mittelalter schließlich stand der Gegensatz zwischen christlicher Erlösungsvorstellung und heidnischer Antike im Vordergrund.
Auf dieser Grundlage schrieb Eichendorff die Novelle und sandte sie dem befreundeten Ehepaar de la Motte-Fouqué zu. Beide waren große Bewunderer Eichendorffs und der Mann, Friedrich, außerdem Herausgeber des Frauentaschenbuchs, einer literarischen Zeitschrift. In der Ausgabe von 1819 erschien dort Das Marmorbild.

## Figuren

### Florio
Der Protagonist der Novelle Florio (von lat. florere: blühen), ein „schöne[r] Jüngling“ mit „braunen Locken“ [ebd. S. 556] wird in seiner amorischen Entwicklung beschrieben, die ihn zwischen der reinen, unschuldigen Bianka, als Vertreterin des Christentums und der verführerischen, heidnischen Venusstatue hin- und herreißt. Im Zentrum der Novelle steht er als der moralische Konflikt des Protagonisten, der zwischen „heidnischem“ Eros und christlicher Moral in Verzweiflung gerät.
Als frommer Mensch gerät er in Unverständnis, als Donati ihn am Sonntag, dem Ruhetag in der christlichen Religion, zur Jagd einlädt: „Zur Jagd?“ – erwiderte Florio höchst verwundert, „heute am heiligen Tage?“.
Die Eichendorff’sche Novelle ist somit auch als antiklassizistisches Programm zu lesen (contra Goethe, Schiller, Winckelmann etc.) [vgl. Andreas Mudrak. Lektüreschlüssel. Joseph von Eichendorff. Das Marmorbild. Reclam]
Er erkennt an keiner Stelle, dass die Venus eine heidnische Göttin ist, so glaubt er doch, ihr in der Kirche zu begegnen und auch, als er feststellt, dass sie auf Gemälden im Lusthaus seiner Eltern abgebildet ist und sie erwidert, dass ein jeder glaubt sie schon einmal gesehen zu haben, wird er ihrer wahren Natur nicht gewahr.
Am Ende findet er durch Fortunatos Lieder und ein Gebet aus tiefstem Herzensgrunde wieder zu Gott zurück.

### Bianka
Bianka (aus Italienisch bianca = weiß) ist die Reine und Unschuldige, verweist auf Sündlosigkeit und Keuschheit. In dem Moment, in welchem sie ihre Sexualität ablegt und zu einem asexuellen Wesen wird, ist sie auch Florios Erlösung, denn als Junge verkleidet erscheint sie ihm geradezu engelsgleich.
Äußerlich wird sie als niedliche, fast noch kindliche Gestalt beschrieben, hat schöne, große Augen mit langen, schwarzen Wimpern. Oft wird sie auch als „das Mädchen mit dem Blumenkranz“ bezeichnet, was auf der einen Seite dahingehend interpretiert werden kann, dass in alten Darstellungen der Frühling oft mit einem Blumenkranz dargestellt wird, auf der anderen Seite kann das auch eine Anspielung auf die Verehrung der jungfräulichen Maria sein.

### Fortunato
Fortunato (von lat. fortunatus: beglückt, gesegnet, glücklich) ist für Romantiker wohl der Prototyp des mittelalterlichen Minnesängers. Er ist ein fröhlicher Sänger, welcher durch seine Lieder versucht, Florio auf den rechten Weg zu bringen. Er verkörpert den redlichen Sänger, der in seinem Glauben an Gott tief verwurzelt ist.
Beschrieben wird er in bunter Tracht mit einer goldenen Kette, wobei die goldene Kette darauf verweist, dass er ein berühmter Sänger ist, selbstlos, wie Fortunato aber ist, weist er in seinem Zusammentreffen mit Florio niemals darauf hin. Seine Augen werden als groß, frommklar, seelenvoll und geistreich beschrieben. Außerdem zeichnet ihn eine fröhliche Stimme aus. Seine Tageszeit ist der Morgen, was seinen Bezug zur hellen, gottesfürchtigen Seite noch einmal verdeutlicht, und selbst wenn er schimpft, schimpft er lustig, also kann er selbst ärgerlich nicht böse sein.

### Venus
Die Venus verkörpert eine Göttin des Frühlings, der Gärten, der Fruchtbarkeit und der Sexualität.
Jeden Frühling wird die Göttin neu geweckt, was aber auch bedeutet, dass sie am Ende des Frühlings wieder zur Marmorstatue werden muss, so verkörpert sie von Anbeginn an sowohl Leben als auch Tod.
Beschrieben wird sie als hohe, schlanke Gestalt mit langem, goldgelockten Haar, sie trägt ein hellblaues Gewand, welches von goldenen Spangen gehalten wird. Sie hat weiße Haut, trägt einen blütenweißen Schleier und reitet einen weißen Zelter. Die Farbe weiß muss nicht als Unschuld oder Reinheit interpretiert werden, sondern verweist ebenso auf den Tod. Es tauchen auch häufiger weiße Schwäne als deutlichere Todessymbole auf. Auch das Gold ist nicht eindeutig positiv zu interpretieren, sondern muss in Zusammenhang gesetzt werden mit Donatis grün-goldener Rüstung und der grünlich-goldenen Schlange und steht damit für die Versuchung und die Vertreibung aus dem Paradies.
In der Mitte der Novelle ist die Figur der Venus stark mit Bianka verflochten.

### Donati
Donatis Name wird oft falsch interpretiert, ausgehend von dem lateinischen donatus, was so viel bedeutet wie ‚der [von Gott] Geschenkte‘, was die Interpretation aber in eine vollkommen falsche Richtung lenkt. Tatsächlich leitet sich der Name von den Donatisten ab, welche die Anhänger des Bischofs Donatus von Karthago und somit die erste christliche Sekte waren. Ebenso wie die Donatisten verbreitet Donati eine aus christlicher Sicht falsche Lehre, indem er als eine Art Priester des Venusreichs auftaucht. Er ist auch derjenige, welcher Florio am heiligen Tage zur Jagd zu verführen sucht und die Flucht ergreift, als er den Glockenschall hört.
Er trägt eine grüne Rüstung und wird als schön, aber blass und wüst bezeichnet. Bei seiner ersten Begegnung mit Florio ist „sein Blick aus tiefen Augenhöhlen […] irre flammend“, weiterhin hat er bleiche Lippen, wirkt also insgesamt eher unlebendig, an späterer Stelle „sah [er] fast wie ein Toter aus“.

## Epochenspezifische Merkmale
Eichendorffs Novelle weist Merkmale der romantischen Epoche auf: So wurde im Laufe der Zeit der Begriff Romantik erweitert in Richtung der empfindsamen und phantasievollen Schriften, was auf diese Geschichte sicherlich zutrifft.
Auch die Unwirklichkeit der Welt spielt in der Romantik eine Rolle; man weiß nie genau, ob Florio etwas träumt oder ob er sich wirklich in der Situation befindet.
Im Text kommen viele Lieder vor, was für Eichendorff typisch ist. Der starke christliche Glaube an Gott in dieser Zeit kommt hier ebenfalls zum Vorschein. 
Ein weiteres Merkmal, das besonders in vielen Gedichten von Eichendorff eine bedeutende Rolle spielt, ist der Gegensatz zwischen Tag und Nacht. In Das Marmorbild wird der Tag von Fortunato und dem Blumenmädchen verkörpert, er steht für das Wirkliche und die reelle Umsetzung der persönlichen Entwicklung. Die Nacht, die in dieser Novelle vom Ritter Donati und der Venus dargestellt wird, beinhaltet etwas Bedrohliches. In der Nacht träumt der Mensch und vergoldet sozusagen seine Zeit mit Gedanken und Träumen, die mit der Realität nichts zu tun haben.
Das Nachtmotiv trägt in der Romantik weitreichend Bedeutung. Die Nacht gilt als Raum des Numinosen, des Vieldeutigen, des Ungeordneten und des Unbestimmten, vor allem aber als Ursprungsraum der kreativen Phantasie.
Ein weiterer Konflikt dieser Parteien geht mit der Religion einher: Wie oben genannt, verkörpern der Ritter Donati und die Venus den alten römischen Glauben und stehen somit als starker Gegensatz zum Christentum, das von dem Sänger Fortunato und dem Blumenmädchen verkörpert wird.

## Psychoanalytischer Interpretationsansatz
Ausgehend von Sigmund Freuds Strukturmodell der Psyche ergibt sich eine klare Aufteilung der Personen. Florio ist das Ich, welches von den beiden anderen Instanzen hin- und hergerissen wird. Fortunato und Bianka verkörpern das Über-Ich und damit die moralische Instanz. Venus und Donati verkörpern das Es und damit die Triebe, in diesem Fall vor allem die sexuellen Triebe bzw. Wünsche.
Davon ausgehend ist auch die Konnotation mit dem Tag bzw. der Nacht ganz klar, da das Gute am Tag stattfindet und alles Schlechte, von den Trieben Gelenkte, in der Nacht.
Florio befindet sich in der Adoleszenz und sucht einen Weg, um die beiden Instanzen zufriedenzustellen, was ihm allerdings nicht gelingt. In Lucca lebt er vollkommen die Wünsche des Es aus, indem er der Venus nachsteigt und sich von der Verführerin blenden lässt. Zu dem Zeitpunkt, an dem das Über-Ich die Kontrolle wiedererlangt, verlässt Florio Lucca und trifft natürlich auf Fortunato und Bianka, die Verkörperung seines Über-Ichs. Durch die Entsexualisierung Biankas (sie ist verkleidet als Junge und erscheint ihm wie ein Engel und Engel sind geschlechtslose Wesen) kann das Über-Ich das Es vollkommen sublimieren.

## Christlich-religiöser Interpretationsansatz
Vom christlich-religiösen Ansatz betrachtet, kommt noch eine tiefere Interpretationsebene dazu. Während wir beim psychoanalytischen Interpretationsansatz vordergründig den Kampf zwischen dem Es und dem Über-Ich sehen, erkennen wir vom christlichen Standpunkt aus den Kampf Florios zwischen der Versuchung des Heidentums, verkörpert durch die Venus als heidnische Göttin und Donati, ihrem teuflischen und dämonischen Ritter, und dem richtigen, christlichen Weg, welcher von der keuschen Bianka und dem christlichen Sänger Fortunato verkörpert wird.
Bianka ist der Auslöser für Florios Verwirrung, als er ihre roten Lippen küsst, erwacht die triebhafte Sehnsucht in ihm und dadurch kann er die Venus und damit die Verführung des Heidentums erst sehen. Erst wenn diese sich selbst entsexualisiert und als asexueller Engel auftritt, findet Florio auf den richtigen Weg zurück und entsagt den Verführungen der Venus.
Christlich-religiös interpretiert ist das Ende der Novelle also ein gutes, da Florios Entwicklung als positiv zu verstehen ist, da er auf den rechten Weg zurückfindet.

## Poetologischer Interpretationsansatz
Im Sinne des von Friedrich Schlegel übernommenen Gedankens, dass „Poesie nur durch Poesie rezensiert“ werden könne, setzt sich Eichendorff in der Erzählung kritisch auseinander mit Dichtung seines Dichterfreundes und Mentors in der Heidelberger Zeit, Otto von Loeben. Zugleich distanziert er sich damit von seiner eigenen Dichtung, die er im Gefolge Loebens schrieb. Ein erstes einfaches Indiz für diese Bezüge ist der Name der Hauptfigur: Florio. Der Dichtername, den Loeben Eichendorff damals gegeben hatte und unter dem dieser damals seine Gedichte veröffentlichte, lautete Florens. So wie die Geliebten und Musen bei Eichendorff die Art der Dichtung verkörpern, die der jeweilige Dichter anstrebt, steht also die verführerische Venusdame, in deren Bann Florio zeitweilig gerät, für die Dichtung Loebens. In der Tat warf Eichendorff Loeben eine zweifelhafte Vermischung von Maria und Venus vor. Demgemäß ist das von der Venusdame gesungene Lied in Sonettform gehalten, eine Form, die Eichendorff bei Loeben übermäßig und allzu künstlich angewandt sah. Bei Donati, dem Diener der Venusdame, konnte Eichendorff an dem in seiner Quelle vorgegebenen Namen festhalten, weil er Loebens Dichternamen, Isidorus Orientalis, nah verwandt war: Der griechische Name Isidorus bedeutet „Der von (der Göttin) Isis Geschenkte“, der lateinische Name Donatus bedeutet „Der (von Gott) Geschenkte“. Bianka verkörpert gegenüber der Venusdame die wahre volkstümliche Dichtung, der Eichendorff sich nach der Abwendung von Loeben zuwandte. So zeigt sie bis zuletzt die nach Eichendorff für jede rechte Liebe wesentliche und für die entsprechenden Musengestalten typische Verbindung von venushaften und marienhaften Zügen. Florio kann deshalb am Schluss noch einmal darüber staunen, „wie schön sie war“.

## Belege
1. ↑  Joseph von Eichendorff: Werke. Bd. 2, München 1970 ff., S. 526
2. ↑  Joseph von Eichendorff: Werke. Bd. 2, München 1970 ff., S. 544
3. ↑  Joseph von Eichendorff: Das Marmorbild. Hamburger Lesehefte Verlag, 1901, ISBN 978-3-87291-208-4, S. 6, z. 27 ff.
4. ↑  Joseph von Eichendorff: Das Marmorbild. Hamburger Lesehefte Verlag, 1901, ISBN 978-3-87291-208-4, S. 5, z. 9 ff.